# Komgronden van Lampernisse
De komgronden van Lampernisse zijn een meer dan 1000 hectare groot natuurgebied gelegen tussen Veurne en Diksmuide. 54 hectare daarvan worden beheerd door het Agentschap voor Natuur en Bos. Het natuurgebied dankt zijn naam aan het polderdorpje Lampernisse.

## Geschiedenis
Tot aan de Tweede Wereldoorlog werd er op kleine schaal turf gewonnen. Tegenwoordig is veeteelt op de natte weiden de voornaamste bedrijvigheid. In 1993 werden de komgronden door de Vlaamse overheid als landschap erkend, als reactie op de plannen om de A19 dwars doorheen het gebied door te trekken.

## Bodem
De komgronden van Lampernisse vormen een uniek polderlandschap. De ondergrond bestaat vooral uit zeeklei. Onder de oppervlakkige kleilaag, aangevoerd door vroegere zeeën, ligt een dikke laag turf. De zee verdween en de bodem verzakte door uitdroging van de turf. De vroegere kreken waren echter gedeeltelijk met zand opgevuld en bleven op hun niveau. Zo ontstond een omkering van het reliëf: hogere kreekruggen naast de lager gelegen komgronden. Hoe lager, hoe natter en hoe meer graslanden. Op de wat hoger gelegen plateaus met een zandige ondergrond, bevindt zich van oudsher de meeste bewoning, wegen en akkers. Deze laatste waren tot 1940 omzoomd met hagen. Op de lagergelegen komgronden ligt het open weidelandschap. Een grillig slotenpatroon, vroeger de natuurlijke afsluiting voor vee, omringt de weiden.

## Fauna
De komgronden van Lampernisse worden door verschillende vogelsoorten bezocht. Onder hen overwinteraars als velduil, smient, blauwe kiekendief, goudplevier, watersnip en wulp, maar ook talloze broedvogels zoals wilde eend, slobeend, zomertaling, scholekster, veldleeuwerik, boerenzwaluw, rietzanger, gele kwikstaart, kleine karekiet en rietgors. Kievit, grutto en tureluur zijn dan weer typische weidevogels.

## Flora
De talrijke slootjes rond de weiden met kamgras en veldgerst zorgen voor een grote rijkdom aan water- en oeverplanten, zoals gele lis, zwanenbloem, grote waterweegbree en waterzuring. Uniek in de komgronden van Lampernisse zijn moeraszoutgras, grote watereppe en de vrij zeldzame lidsteng.